# Piste du Stelvio
La piste du Stelvio est une piste de ski située à Bormio en Valteline. Elle a accueilli les Championnats du monde de ski alpin en 1985 et en 2005. La piste est considérée comme une des plus techniques de la Coupe du monde de ski alpin. Ce sera aussi la piste du ski alpin masculin lors des Jeux olympiques d'hiver de 2026. Elle a été aménagée en 1982 pour accueillir les Championnats du monde de ski alpin 1985. 20 ans après, elle accueille les Championnats du monde de ski alpin 2005, tout en étant une étape annuelle de la Coupe du monde de ski alpin pour les épreuves masculines de vitesse (descente et Super-G).
La piste accueillera aussi les épreuves masculines de ski alpin des Jeux olympiques d'hiver de 2026.
Avec 6 victoires en descente et une en Super-G, Dominik Paris détient le record de victoires sur la Stelvio.

## Vainqueurs

### Hommes

#### Descente
| Année | Vainqueur                     | Pays            |
| ----- | ----------------------------- | --------------- |
| 1993  | Hannes Trinkl                 | Autriche        |
| 1995  | Luc Alphand                   | France          |
| 1995  | Lasse Kjus                    | Norvège         |
| 1996  | Luc Alphand                   | France          |
| 1997  | Hermann Maier                 | Autriche        |
| 1997  | Andreas Schifferer            | Autriche        |
| 1998  | Hermann Maier                 | Autriche        |
| 2000  | Hannes Trinkl                 | Autriche        |
| 2001  | Fritz Strobl                  | Autriche        |
| 2001  | Christian Greber              | Autriche        |
| 2002  | Daron Rahlves                 | États-Unis      |
| 2003  | Stephan Eberharter            | Autriche        |
| 2004  | Hans Grugger                  | Autriche        |
| 2005  | Daron Rahlves                 | États-Unis      |
| 2006  | Michael Walchhofer            | Autriche        |
| 2006  | Michael Walchhofer            | Autriche        |
| 2007  | Bode Miller                   | États-Unis      |
| 2008  | Christof Innerhofer           | Italie          |
| 2009  | Andrej Jerman                 | Slovénie        |
| 2010  | Michael Walchhofer            | Autriche        |
| 2011  | Didier Défago                 | Suisse          |
| 2012  | Dominik Paris Hannes Reichelt | Italie Autriche |
| 2013  | Aksel Lund Svindal            | Norvège         |
| 2017  | Dominik Paris                 | Italie          |
| 2018  | Dominik Paris                 | Italie          |
| 2019  | Dominik Paris                 | Italie          |
| 2019  | Dominik Paris                 | Italie          |
| 2020  | Matthias Mayer                | Autriche        |
| 2021  | Dominik Paris                 | Italie          |
| 2022  | Vincent Kriechmayr            | Autriche        |
| 2023  | Cyprien Sarrazin              | France          |

#### Super-G
| Année | Vainqueur           | Pays       |
| ----- | ------------------- | ---------- |
| 1995  | Richard Kröll       | Autriche   |
| 2000  | Hermann Maier       | Autriche   |
| 2008  | Hannes Reichelt     | Autriche   |
| 2018  | Dominik Paris       | Italie     |
| 2020  | Ryan Cochran-Siegle | États-Unis |
| 2022  | Marco Odermatt      | Suisse     |

#### Slalom Géant
| Année | Vainqueur        | Pays       |
| ----- | ---------------- | ---------- |
| 1995  | Alberto Tomba    | Italie     |
| 2000  | Benjamin Raich   | Autriche   |
| 2000  | Christoph Gruber | Autriche   |
| 2008  | Ted Ligety       | États-Unis |

#### Slalom
| Année | Vainqueur             | Pays      |
| ----- | --------------------- | --------- |
| 1995  | Ole Kristian Furuseth | Norvège   |
| 2000  | Ole Kristian Furuseth | Norvège   |
| 2003  | Ivica Kostelić        | Croatie   |
| 2008  | Reinfried Herbst      | Autriche  |
| 2014  | Felix Neureuther      | Allemagne |

### Femmes

#### Slalom
| Année | Vainqueur        | Pays       |
| ----- | ---------------- | ---------- |
| 2014  | Mikaela Shiffrin | États-Unis |